# ماجد المطيري (لاعب كرة قدم مواليد 1991)
ماجد منصور المطيري لاعب كرة قدم سعودي .
كانت بداياته مع نادي الباطن و انتقل إلى نادي هجر في عام 2014 و لم يلعب أي مباراة و عاد إلى نادي الباطن في عام 2016 و إنتقل إلى نادي الشعلة عام 2017 و انتقل إلى نادي العين في عام 2018 و في مطلع عام 2019 انتقل إلى نادي الجيل و وقع مع نادي السد في صيف 2019 و لعب في عام 2023 في نادي قرية العليا.

## روابط خارجية
- ماجد منصور على موقع Soccerway.com (الإنجليزية)
- ماجد منصور على موقع كووورة